# Strada europea E03
La strada europea E03  è un asse viario misto di classe A intermedia Nord-Sud.
Collega la città francese di Cherbourg-Octeville a La Rochelle, restando interamente in territorio francese.

## Percorso
| E03 CHERBOURG-LA ROCHELLE |                              |                                                                    |
| Tipologia                 | Tratto                       | Interconnessioni                                                   |
| N13                       | Cherbourg-Octeville-Carentan | in comune con E46                                                  |
| N174                      | Carentan-Torigni-sur-Vire    | E401                                                               |
| N175                      | Torigni-sur-Vire-Rennes      | E401, E50                                                          |
| N137                      | Rennes-Nantes                | E60, E62                                                           |
| A83                       | Nantes-Sainte-Hermine        |                                                                    |
| N137                      | Sainte-Hermine-La Rochelle   | in comune con E601 il tratto Dompierre-sur-Mer - La Rochelle, E602 |